# Marlies Janz
Marlies Janz (* 1942 als Marlies Gummert in Wuppertal; † 21. September 2020 in Berlin) war eine deutsche Literaturwissenschaftlerin, Literaturkritikerin und Verlagslektorin.

## Vita
Marlies Janz studierte nach frühen Tätigkeiten als Regieassistentin und Dramaturgin mit einem Stipendium der Studienstiftung des deutschen Volkes Germanistik, Theaterwissenschaft und Allgemeine und Vergleichende Literaturwissenschaft in Berlin, München und Grenoble. Sie promovierte 1974, arbeitete danach einige Jahre als Literaturkritikerin (Spiegel, Stern) und Verlagslektorin für Gegenwartsliteratur (Rotbuch Verlag, Frölich & Kaufmann, Luchterhand), bezog von 1982 bis 1984 ein Stipendium der Deutschen Forschungsgemeinschaft und habilitierte sich 1986.
Von 1984 bis 2008 war sie – mit einem Jahr Unterbrechung an der Ludwig-Maximilians-Universität München (Lehrstuhlvertretung Wolfgang Frühwald) – Professorin für Neuere deutsche Literatur an der Freien Universität Berlin. 1991 erhielt sie einen Ruf auf ein Ordinariat (Lehrkanzel) an der Universität Innsbruck, den sie nicht annahm. Bekannt geworden ist Janz vor allem durch ihre grundlegenden Studien zu Paul Celan und Elfriede Jelinek.

## Veröffentlichungen (Auswahl)
- 1976: Vom Engagement absoluter Poesie. Zur Lyrik und Ästhetik Paul Celans. Syndikat Verlag, Frankfurt am Main, ISBN 3-8108-0014-7. (Zugleich Diss. phil. Freie Universität Berlin 1974). Unveränderter Nachdruck der ersten Auflage: Athenäum Verlag, Königstein/Taunus 1984, ISBN 3-7610-8305-X
- 1979 (als Marlies Gummert): Rede einer selbstbewußten Professorenfrau. (Fiktion) In: Kursbuch, hrsg. von Karl Markus Michel und Harald Wieser unter Mitarbeit von Hans Magnus Enzensberger, Nr. 58: Karrieren, S. 85–100. (Zahlreiche Nachdrucke des Artikels in diversen Anthologien)
- 1986: Marmorbilder. Weiblichkeit und Tod bei Clemens Brentano und Hugo von Hofmannsthal. Athenäum, Königstein/Taunus, ISBN 3-7610-8336-X
- 1995: Elfriede Jelinek. Sammlung Metzler, 286. Verlag J. B. Metzler, Stuttgart und Weimar, ISBN 3-476-10286-6
- 2010: Arbeitsbibliographie zu Elfriede Jelinek 1986-2008.
- 1999–2020: Essays über Paul Celan in den von Hans-Michael Speier herausgegebenen Celan-Jahrbüchern Nr. 7 (ISBN 3-8253-0640-2), Nr. 8 (ISBN 3-8253-1251-8), Nr. 9 (ISBN 978-3-8253-5182-3), Nr. 10 (ISBN 978-3-8260-6350-3) und Nr. 11 (ISBN 978-3-8260-7014-3); zunächst Universitätsverlag Winter, seit Nr. 10 (2018) im Verlag Königshausen & Neumann.